# Начо (ТВ серија)
Начо (шп. Nacho) је шпанска биографска драмска телевизијска серија о животу шпанског порнографског глумца Нача Видала. Емитовање је почело 5. марта 2023. године на интернету путем платформи Лионсгате + у Латинској Америци и Атрес плејер у Шпанији. Серија је првобитно требала да буде објављена 11. децембра 2022. године, али је њен излазак померен због гашења платформе Лионсгате + у Шпанији. 

## Радња
Серија прати почетак каријере Нача Видала у порно индустрији и сали Багдад у Барселони.

## Улоге
| Глумац             | Улога             |
| ------------------ | ----------------- |
| Мартин Ривас       | Начо Видал        |
| Марија де Нати     | Сара Бернат       |
| Андрес Веленкосо   | Тони Рока         |
| Марина Гатељ       | Софи Еванс        |
| Миријам Ђованели   | Белисима          |
| Пенелопе Гуереро   | Лејди             |
| Пепа Ћаро          | Хуани             |
| Еду Сото           | Тигар             |
| Нуриа Хереро       | Марија Хосе Хорда |
| Кармен Конеса      | Олга              |
| Монце Гуаљар       | Инмакулада        |
| Нанћо Ново         | Енрике            |
| Алберто Баро       | Самуел            |
| Рубен Хименез      | Свети             |
| Хуан Карлос Вељидо | Хосе Марија Понсе |
| Паола Бонтемпи     | Мариа Бјанко      |

## Епизоде
| Сезона | Сезона | Епизоде | Епизоде | Оригинално емитовање | Оригинално емитовање |
| Сезона | Сезона | Епизоде | Епизоде | Премијера            | Финале               |
| ------ | ------ | ------- | ------- | -------------------- | -------------------- |
|        | 1.     | 8       | 8       | 5. март 2023.        | 23. април 2023.      |

## Занимљивости
Глумац Мартин Ривас се обнажанио први пут у каријери за улогу у овој серији. Како игра порно глумца, снимање је захтевало од глумца да често буде наг на сету. Спекулисало се да ли је глумац показао свој полни орган у сцени прве епизоде, али је глумац још пред почетак емитовања серије рекао да није снимио сцене фронталне голотиње, што није случај у серији Суперсекс о животу Рока Сифредија. У тој серији, главни глумац Алесандро Борги показује свој полни орган, док је Ривасу помогао Начо Видал који је уместо њега снимио тај крупни кадар. Разлог који се наводи је тај што је Начо прилично обдарен, па је тако све изгледало веродостојније.
Куриозитет је да се Роко Сифреди појављује као лик у серији. Тумачио га је италијански глумац Мауро Кардинали. Серија о његовом животу хронолошки је изашла после серије о животу Нача Видала, због чега неки сматрају да је серија "Начо" потакла Нетфликс и ауторе серије да раде серију "Суперсекс". Серија "Начо" такође тематизује и улогу жене у тој индустрији, па неретко постоје сцене које приказују непријатности и злостављање које доживљавају глумице.
Продукција је имала проблем да пронађе емитера у Шпанији након изненадног гашења платформе Лионгатес + у тој земљи. Због тога је серија продата директној конкуренцији Атрес медији и приказана је на платформи Атрес плејер. На овој мрежи главни глумац серије Мартин Ривас је играо у серији "Интернат" која му је донела огромну популарност, не само у Шпанији већ и у Србији.